# Хіда (Румунія)
Хіда (рум. Hida) — село у повіті Селаж в Румунії. Адміністративний центр комуни Хіда.
Село розташоване на відстані 363 км на північний захід від Бухареста, 23 км на південний схід від Залеу, 38 км на північний захід від Клуж-Напоки.

## Географія
У селі бере початок річка Алмаш.

## Населення
За даними перепису населення 2002 року у селі проживали 1102 особи.
Національний склад населення села:
| Національність | Кількість осіб | Відсоток |
| -------------- | -------------- | -------- |
| румуни         | 933            | 84,7%    |
| цигани         | 119            | 10,8%    |
| угорці         | 50             | 4,5%     |

Рідною мовою назвали:
| Мова      | Кількість осіб | Відсоток |
| --------- | -------------- | -------- |
| румунська | 1051           | 95,4%    |
| угорська  | 48             | 4,4%     |